# アンティゴネ (ソポクレス)
『アンティゴネ』（アンティゴネー、古希: Ἀντιγόνη、古代ギリシア語ラテン翻字: Antigónē、ラテン語: Antigone）は、古代ギリシア三大悲劇詩人の一人であるソポクレスが紀元前442年ごろに書いたギリシア悲劇。オイディプスの娘でテーバイの王女であるアンティゴネを題材としている。
内容はソポクレスがテーバイ王家を題材に書いたほかの2作（『オイディプス王』『コロノスのオイディプス』）の後、アイスキュロスの『テーバイ攻めの七将』に続く時間軸の物語である。

## 主な登場人物
- アンティゴネ : テーバイの先王オイディプスの娘
- イスメネ : 同上。アンティゴネの妹
- ポリュネイケス:　アンティゴネの兄。
- クレオン : テーバイの統治者。アンティゴネの叔父に当たる
- ハイモン : クレオンの息子。アンティゴネの許婚
- テイレシアス : テーバイの預言者

## あらすじ
先王オイディプスが自己の呪われた運命を知って盲目となり（『オイディプス王』）、放浪の末にこの世を去った（『コロノスのオイディプス』）後、アンティゴネとイスメネはテーバイへ戻った。しかしテーバイでもアンティゴネの兄たちが王位を巡って争いを始めて、アルゴス人の援助を受けてテーバイに攻め寄せたポリュネイケスとテーバイの王位にあったエテオクレスが刺し違えて死に、クレオンがテーバイの統治者となった。
クレオンは国家に対する反逆者であるポリュネイケスの埋葬や一切の葬礼を禁止し、見張りを立ててポリュネイケスの遺骸を監視させる。アンティゴネはこの禁令を犯し、見張りに捕らえられてクレオンの前に引き立てられる。人間の自然に基づく法を主張するアンティゴネと国家の法の厳正さを主張するクレオンは互いに譲らなかった。イスメネやハイモンの取り成しの甲斐もなくて、クレオンは実質の死刑宣告として、一日分の食料を持たせてアンティゴネを地下に幽閉することを決定する。
その後、クレオンはテイレシアースの占いと長老たちの進言を受けてアンティゴネへの処分を撤回し、ポリュネイケスの遺体の埋葬を決める。しかし時既に遅く、アンティゴネは首を吊り、父を恨んだハイモンも剣に伏して自殺した。さらにハイモンの死に絶望した妻までも自殺して、クレオンが自らの運命を嘆く場面で劇は終わる。

## 主題

### アンティゴネとクレオンの対立
本劇におけるアンティゴネとクレオンの対立は、即ち「神の法」（ピュシス）と「人間の法」（ノモス）の対立である。
182行-190行でクレオンは自らが布告した禁令が無視されたことに対し、「祖国よりも身内を大切にする者を軽蔑する」旨を表明している。これは、為政者という立場にあるクレオンが、自分は「私事よりも公事、政治、国事行為を優先する立場である」ことを表明するのと同義である。クレオンは常に現実的で政治的なものの考え方をする。例えば、ポリュネイケスの埋葬の犯人が発覚する以前に、埋葬の動機は、王になった自分を失脚させようという政治的な陰謀であると考えている。彼の考えはあくまで人間の法律に従った、きわめてノモス的なものである。対してアンティゴネの行動の動機は自然の掟、神の法にしたがった、ピュシス的なものである。彼女は兄を埋葬することは自然なことであると考えており、また民衆もそれを支持するだろうと言っている。さらに、埋葬の犯人が発覚する以前に、民衆の代弁者たる長老（コロス） が「（埋葬は）神がしたことかもしれない」と発言することによって、彼女の意見は強く支持される。さらに694行-699行でハイモンがクレオンに伝える「民衆達の噂」もそれを後押しする。

## 文献

### 日本語訳
- 村松正俊訳
  - 『古典劇大系 第一巻 希臘編（1）』近代社、1925年。
  - 『世界戯曲全集 第一巻 希臘編』近代社、1927年。
- 田中秀央・内山敬二郎共訳
  - 『希臘悲壯劇 ソポクレース』理想社
- 内山敬二郎訳
  - 『ギリシャ悲劇全集（2）』鼎出版会、1978年。
- 呉茂一・山田潤二共訳
  - 『世界文学全集 第二期・古典16 ギリシャ悲劇・叙事詩篇』河出書房
- 呉茂一訳 
  - 『アンティゴネー』岩波文庫（旧版）、1961年。
  - 『ギリシア悲劇（2） ソポクレス』ちくま文庫、1986年。
  - 『ギリシア悲劇全集 第2巻 ソポクレス』人文書院
  - 『世界古典文学全集（8） アイスキュロス　ソポクレス』筑摩書房
  - 『世界文學大系 2 ギリシア･ローマ古典劇集』筑摩書房
  - 『筑摩世界文学大系 4 ギリシア･ローマ劇集』筑摩書房
  - 『世界文学全集 1 オデュッセイア・ギリシア劇集』高津春繁編、筑摩書房
  - 『世界文学全集 1 オデュッセイア・古典悲劇集』集英社
- 森進一訳 
  - 『ギリシア劇集　アンチゴネ』新潮社、1963年。
- 松平千秋訳 
  - 『世界文学全集（2） アンティゴネ ほか』講談社、1978年。
- 福田恆存訳 
  - 『オイディプス王・アンティゴネ』[注 3]新潮文庫、1984年、改版2014年。
- 柳沼重剛訳 
  - 『ギリシア悲劇全集 3　ソポクレースⅠ』岩波書店、1990年。
- 中務哲郎訳
  - 『アンティゴネー』岩波文庫、2014年。

### 翻案作品
- 「アンチゴーヌ」、芥川比呂志訳『アヌイ名作集』に収録、白水社
- 「アンティゴネ」、三好郁朗訳『ジャン・コクトー全集（7） 戯曲』に収録、東京創元社
- 「ソポクレスのアンティーゴネ」、岩淵達治訳『ブレヒト戯曲全集 別巻』に収録、未来社
  - 「アンティゴネ」ブレヒト、谷川道子訳、光文社古典新訳文庫
- 「テーベの埋葬－ソポクレス『アンティゴネー』の一変奏」シェイマス・ヒーニー、小沢茂訳、国文社
- 「ヴェールを被ったアンティゴネー」フランソワ・オスト、伊達聖伸訳、小鳥遊書房
- ドイツ連邦共和国の劇作家マリー・ゼンフ (Marie Senf) は、反統一主義、反ファシズム、そしてアクロバティックな『アンティゴネ』を書いた。この『アンティゴネ』は、2025 年 1 月 25 日に Schauspiel Dortmund - Dortmund Dramatic Theatre で初演されました。 この作品には、チャーリー・チャップリンの『独裁者』とイシュトヴァーン・サボーの『メフィスト』への劇的な時空を超えた言及が含まれています。そして、マリー・ゼンフの劇的創作の政治的、文化的、歴史的な精神は、ベルトルト・ブレヒトの『アンティゴネ』の伝統を継承しています。

### 研究･批評
- ジュディス・バトラー 「アンティゴネーの主張　問い直される親族関係」竹村和子訳、青土社
- ジョージ・スタイナー 「アンティゴネーの変貌」海老根宏・山本史郎訳、みすず書房